# Ileana D'Cruz
Ileana D'Cruz, née le 1er novembre 1986 à Mumbai (Maharashtra, en Inde), est une actrice indienne.

## Biographie
Formation : Université de Mumbai

## Filmographie

### Au cinéma
- 2006 : Devadasu : Bhanumathi Katamraju
- 2006 : Pokiri : Shruti
- 2006 : Kedi : Aarthi
- 2006 : Khatarnak : Nakshatra
- 2006 : Rakhi
- 2007 : Munna : Nidhi
- 2007 : Aata : Satya
- 2008 : Jalsa : Bhagyamathi
- 2008 : Bhale Dongalu : Jyothy
- 2009 : Kick : Naina
- 2009 : Rechipo : Krishna Veni
- 2009 : Saleem : Satyavathi
- 2011 : Shakti
- 2011 : Nenu Naa Rakshasi : Meenakshi
- 2012 : Nanban : Riya
- 2012 : Julayi : Madhu
- 2012 : Devudu Chesina Manushulu
- 2012 : Barfi! : Shruti Sengupta
- 2013 : Phata Poster Nikhla Hero : Kajal
- 2014 : Main Tera Hero : Sunaina
- 2014 : Happy Ending : Aanchal Reddy
- 2016 : Rustom : Cynthia Pavri
- 2017 : Mubarakan : Sweety
- 2017 : Baadshaho

## Récompenses et distinctions
- 2009 : nomination au Filmfare Awards South (industrie du film en telugu) de la meilleure actrice pour Jalsa
- 2013 : Filmfare Award du meilleur espoir féminin pour son rôle dans Barfi!